# دحسوم مكمم
دحسوم مُكَمَّم أو قَطُّوش (الاسم العلمي: Lonchura cucullata) (بالإنجليزية: Bronze Munia)‏ هي نوع من الطيور تتبع جنس الدّحسوم من فصيلة شمعية المنقار.